# Mister Turismo Internacional
Mister Turismo Internacional (em inglês: Mister Tourism International) é um concurso de beleza masculino de nível internacional de pouca abrangência. O concurso costuma ter entre quinze a vinte participantes de diversos países do mundo competindo pela chance de ser o representante máximo do turismo internacional. O evento foi realizado entre 2001 e 2002, mas percorreu um hiato até 2010, quando uma nova organização comandada por Rocco Barria assumiu o controle e passou a realizar o certame anualmente.

## Histórico

### Vencedores
| Ano  | País       | Vitorioso       | Origem               | Local                    | Nº | R     |
| 2001 | Espanha    | Aitor Trigos    | Valladolid           | Cidade do Panamá, Panamá | 15 | [ 1 ] |
| 2002 | Panamá     | Dean Kelly Jr.  | Colón                | Cidade do Panamá, Panamá | 18 | [ 2 ] |
| 2010 | Bolívia    | Alberto Rojas   | Santa Cruz           | Cidade do Panamá, Panamá | 18 | [ 3 ] |
| 2012 | Malta      | Samuel Cassar   | Valeta               | Cidade do Panamá, Panamá | 17 | [ 4 ] |
| 2013 | Costa Rica | Daniel Ramírez  | Heredia              | Cidade do Panamá, Panamá | 14 | [ 5 ] |
| 2014 | Brasil     | Ândrio Frazon   | Bernardino de Campos | Cidade do Panamá, Panamá | 19 | [ 6 ] |
| 2015 | Porto Rico | Alfredo Galarza | Bayamón              | Cidade do Panamá, Panamá | 17 | [ 7 ] |

### Títulos por País
| Título | País       | Vitória |
| 1      | Porto Rico | 2015    |
| 1      | Brasil     | 2014    |
| 1      | Costa Rica | 2013    |
| 1      | Malta      | 2012    |
| 1      | Bolívia    | 2010    |
| 1      | Panamá     | 2002    |
| 1      | Espanha    | 2001    |

## Desempenho Brasileiro

### Mr. Brasil Turismo Internacional
O Brasil só começou a participar em 2014, mas a etapa internacional existia desde 2001:
| Ano  | Representante | Estado    | Natural de           | Colocação   | R     |
| 2014 | Ândrio Frazon | São Paulo | Bernardino de Campos | MR. TURISMO | [ 8 ] |
| 2015 | Thiago Vieira | São Paulo | Itapetininga         |             | [ 9 ] |

### Prêmios Especiais
- Mister Personalidade: Ândrio Frazon (2014)
- Mister Melhor Oratória: Ândrio Frazon (2014)
- Melhor Corpo: Ândrio Frazon (2014)